# Partido judicial de Vera
El partido judicial de Vera es el partido judicial n.º 4 de la provincia de Almería y uno de los ocho partidos en los que se divide la provincia de Almería, en España.

## Ámbito geográfico
El ámbito territorial, que viene regulado por el Real Decreto 529/1983, de 9 de marzo, comprende los municipios de:
- Antas
- Bédar
- Carboneras
- Cuevas del Almanzora
- Los Gallardos
- Garrucha
- Lubrín
- Mojácar
- Turre
- Vera